# Рахманинов, Иван Герасимович
Ива́н Гера́симович Рахма́нинов (1753 или около 1752, Казинка, Воронежская губерния — 15 [27] января 1807 или 7 февраля 1807) — русский издатель, переводчик, просветитель. Вольтерианец.

## Биография
Родился в селе Казинка Тамбовской провинции (ныне Старая Казинка Мичуринского района) в дворянской семье богатого помещика. В родительском доме обучался языкам, литературе, пробовал переводить. Далее служил в лейб-гвардии конном полку, где 1-го января 1782 года был из вахмистров произведен в корнеты, в 1790 году в ротмистры, а 1-го января 1793 года из ротмистров конной гвардии был уволен к статским делам, с чином бригадира, и больше не служил.
Ещё во время службы в конной гвардии он издавал журнал «Утренние часы» (1788—1789) и основал типографию в Петербурге. В 1770-е годы он работал в качестве переводчика в Петербургском «Обществе, старающемся о напечатании книг», организованном Н. И. Новиковым.
В 1789 г. в типографии Рахманинова выходил ежемесячный журнал «Почта ду́хов». Основным автором журнала был И. А. Крылов, который в жанре сатирического эпистолярного романа дал гротескную панораму современных нравов, показал комизм обыденного существования, абсурдность привычного порядка вещей. Августовский номер журнала вышел только в марте 1790 г., после чего печатание журнала было остановлено. Остановку полемического издания связывают с цензурными гонениями в России после начала Французской революции.
Выйдя в 1793 году в отставку, Рахманинов перевёз свою типографию в собственное имение в Казинке, где и печатал разного рода переводные и оригинальные сочинения, без дозволения цензуры (в том числе, Рахманинов без дозволения в 1793 году напечатал 2-е издание «Почты духов»). Таким образом на Тамбовщине возникла первая в России сельская типография. Вскоре (1795) по доносу местного цензора Сердюкова типография Рахманинова была закрыта, издания арестованы, а сам типограф был отдан под суд. Дело затянулось до 1797 года, когда тамбовская типография со всеми книгами сгорела, и Рахманинов был освобождён. В числе арестованных цензурой книг были три, переведённые самим Рахманиновым, — «Аллегорические, философические и критические сочинения г. Вольтера», «Ненависть, побежденная любовию» и «Политическое завещание господина Вольтера».
В начале 1800-х годов были напечатаны пять частей собрания сочинений Вольтера, воспроизводивших казинское издание. Закончить начатое помешала смерть Рахманинова.
С. П. Жихарев в «Записках» своих, под 9 февраля 1807 года, пишет про И. Г. Рахманинова: «Я знал его уж стариком и помещиком деревенским в полном значении слова» и далее приводит отзывы о нём И. А. Крылова и Г. Р. Державина. По мнению первого, Рахманинов

был очень начитан, сам много переводил и мог назваться по своему времени очень хорошим литератором. Рахманинов был гораздо старее нас и, однакож, мы были с ним друзьями; он даже содействовал нам к заведению типографии и дал нам слово участвовать в издании нашего журнала: «Санктпетербургский Меркурий», но по обстоятельствам своим должен был вскоре уехать в Тамбовскую деревню. Мы очень любили его, хотя, правду сказать, он не имел большой привлекательности в обращении: был угрюм, упрям и настойчив в своих мнениях.
По словам Г. Р. Державина, Рахманинов «человек был умный и трудолюбивый, но большой вольтерианец».